# Wolfram Grandezka

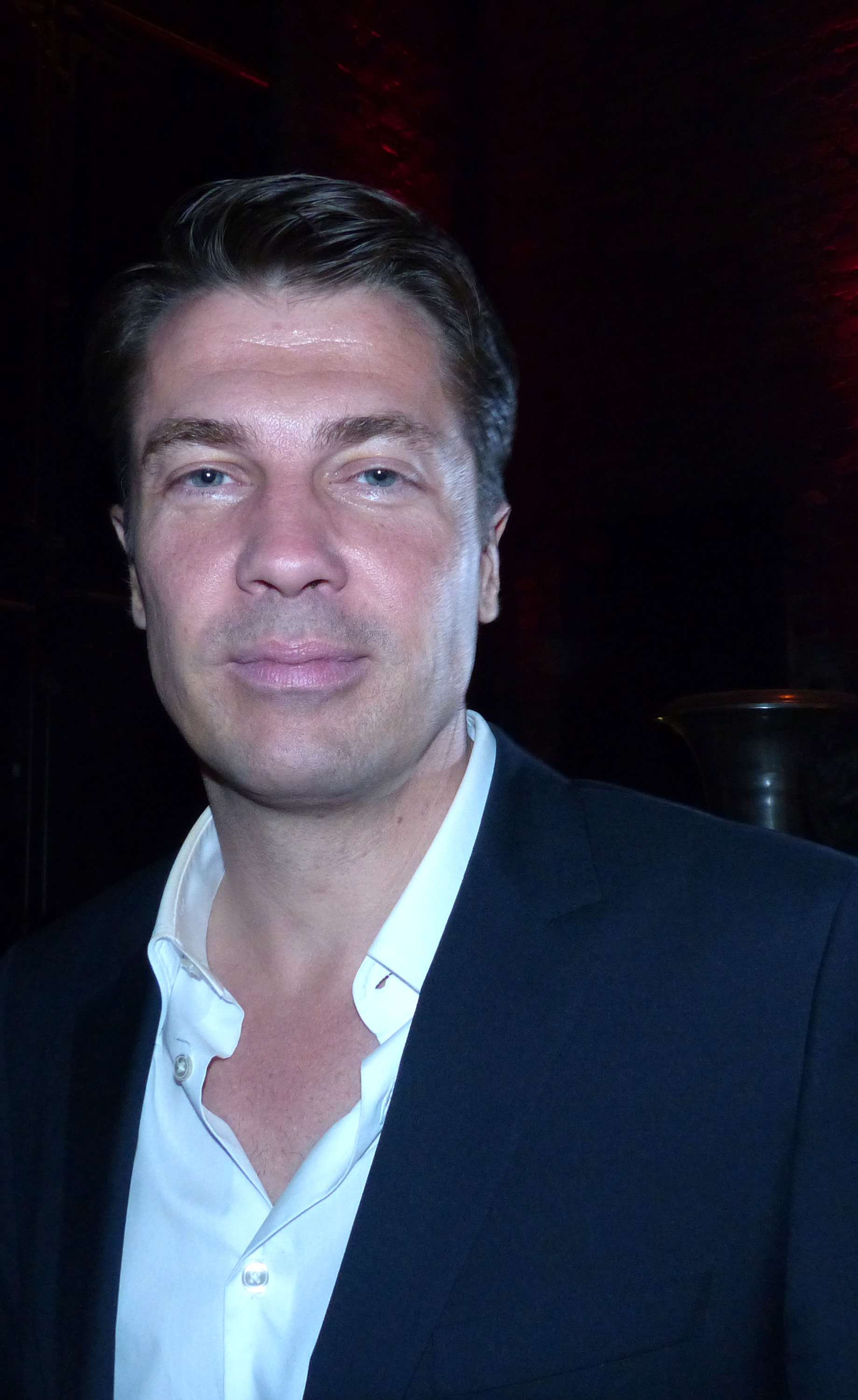
Wolfram Grandezka (2013)

Wolfram Grandezka (* 17. Dezember 1969  in Saalfeld/Saale) ist ein deutscher Schauspieler und ehemaliges Model.

## Leben
Mit 16 Jahren verließ Grandezka gemeinsam mit seiner Familie die DDR. Nach dem Abitur studierte er Volkswirtschaftslehre in Berlin und Heidelberg. Für ein Praktikum zog er nach New York, wo er als Model arbeitete und mit 22 Jahren Schauspielunterricht nahm, für den er sich zeitweise auch in Los Angeles aufhielt. Im Rahmen von Modeaufnahmen lernte er seine spätere Ehefrau Nadja Auermann kennen. Mit ihr war er von 1998 bis 2005 verheiratet und hat einen gemeinsamen Sohn (* 1999).
Grandezka wohnt in Köln.

## Sonstiges
Auf einem Sampler zur Serie Unter uns wurde der von ihm in diesem Rahmen interpretierte Titel You Can Have Me veröffentlicht.

## Filmografie
- 1996–1997: Alle zusammen – jeder für sich (Fernsehserie, als Edmund „Ed“ Kerner)
- 1998–2000: Unter uns (Fernsehserie, 581 Folgen)
- 1999: Dr. Stefan Frank – Der Arzt, dem die Frauen vertrauen (Fernsehserie, 1 Folge)
- 2004–2015: Verbotene Liebe (Fernsehserie, 2524 Folgen)
- 2006: Wilsberg: Callgirls (Fernsehreihe)
- 2016: Rosamunde Pilcher: Ex und Liebe (Fernsehreihe)
- 2016: Lindenstraße (Fernsehserie, 1 Folge als Investor Schmidbauer)
- 2017: Morden im Norden (Fernsehserie, Folge: Reine Geldgier)
- 2018–2021: Rote Rosen (Fernsehserie, 819 Folgen)
- 2020–2021: Verbotene Liebe – Next Generation (Fernsehserie, alle Folgen)
- 2021: Großstadtrevier (Fernsehserie, Folge 476–480, Gastrolle als Sonderermittler Robert Sehlmann)[3]
- 2021: Der Flensburg-Krimi: Der Tote am Strand
- 2022: Blutige Anfänger: Vater, Mutter, Killer (Johannes Bordemann)
- 2023: Da hilft nur beten!
- seit 2023: Einspruch, Schatz! (Fernsehreihe) → siehe Besetzungsliste
- 2023: Großstadtrevier (Fernsehserie, Folge 497, Gastrolle als Sonderermittler Robert Sehlmann)
- 2024: Der Flensburg-Krimi 2: Wechselspiele

## Nominierungen & Auszeichnungen
- 2011
  - German Soap Award 2011
    - Bester Darsteller Daily Soap (Nominierung)
    - Bösester Fiesling (Nominierung)

- 2012
  - German Soap Award 2012
    - Bester Schauspieler (Auszeichnung)[4]
    - Bösester Fiesling (Nominierung)
    - Fanpreis männlich (Nominierung)
    - Beste Serie (Nominierung für die Serie Verbotene Liebe)
    - Sozialverantwortliches Erzählen (Nominierung für die Serie Verbotene Liebe)